# Église de la Santísima Trinidad (Ségovie)
L’église de la Santísima Trinidad à Ségovie (Espagne) est une église romane à une seule nef couverte avec une tour-clocher de taille moyenne.

## Description
Au sud s'ouvre l'atrium, typique du roman ségovien. Au nord, une chapelle gothique et deux sacristies baroques.
L'actuelle église date du XIIe siècle. La partie la plus ancienne de l'église actuelle correspond au portail ouest et à l'atrium. En 1513 a été construite la Capilla de los campos, avec couverture décorée en style gothique plateresque. Au XVIIe siècle, l'intérieur a été redécoré dans le goût baroque de l'époque.

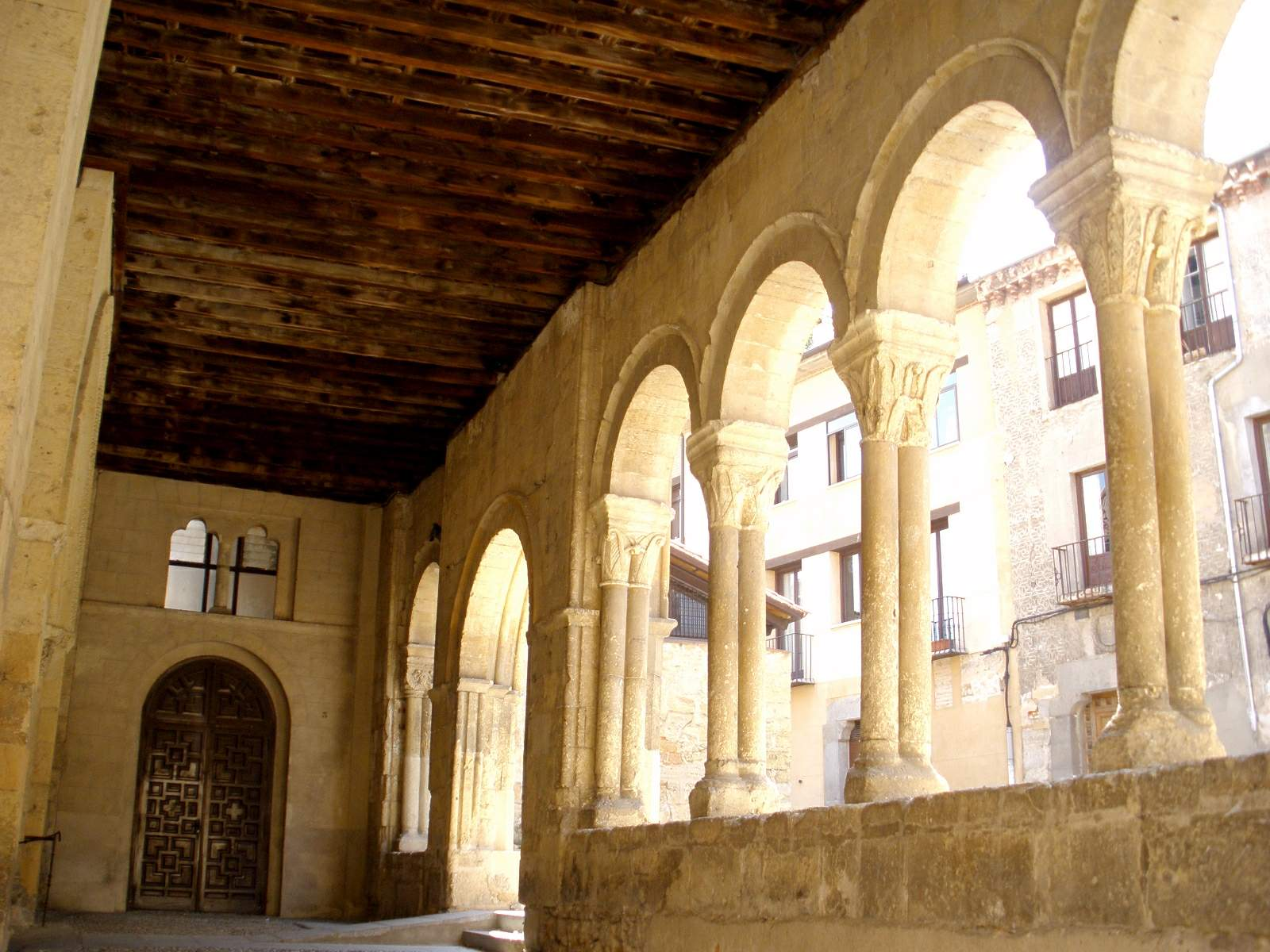
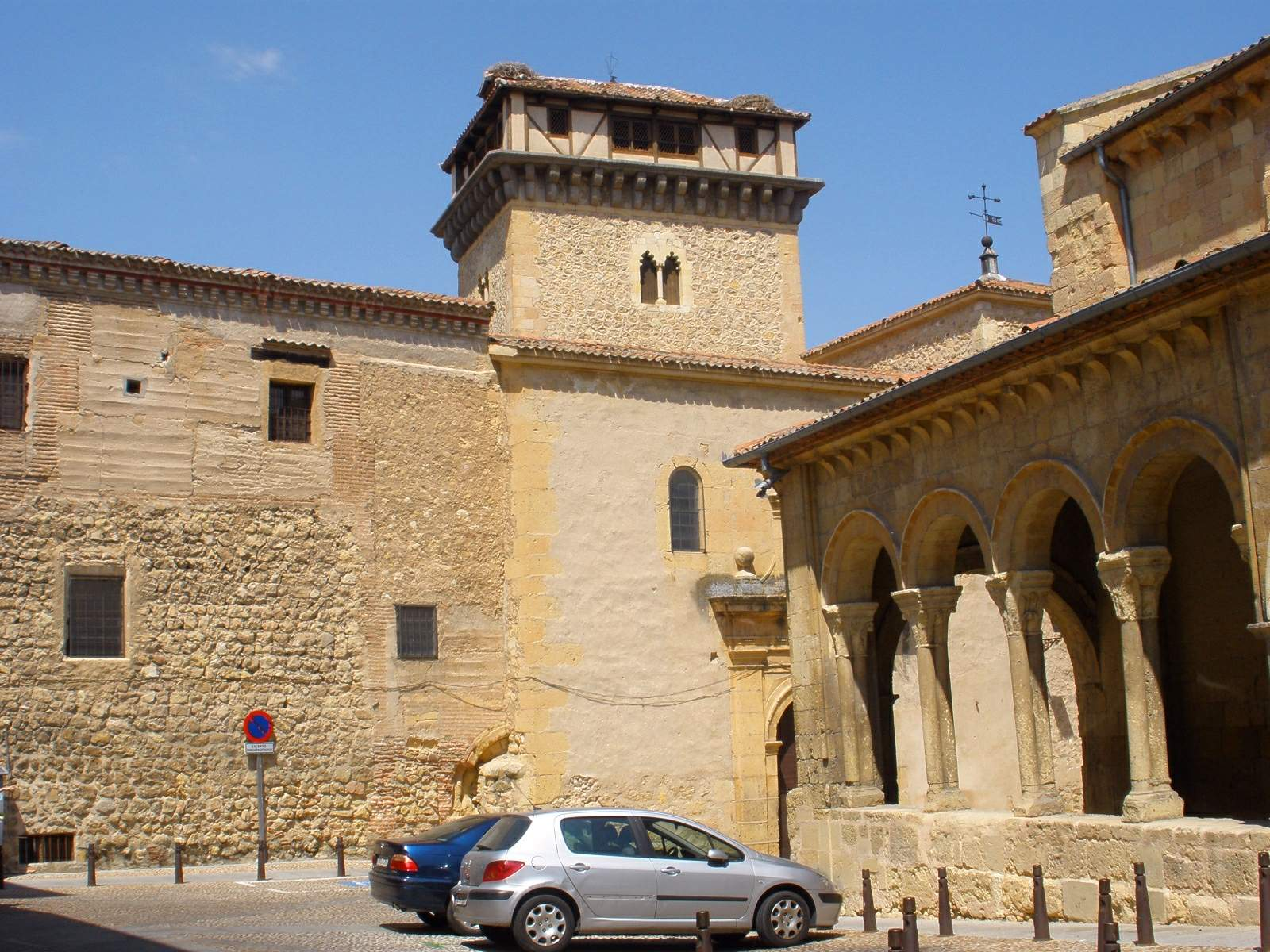
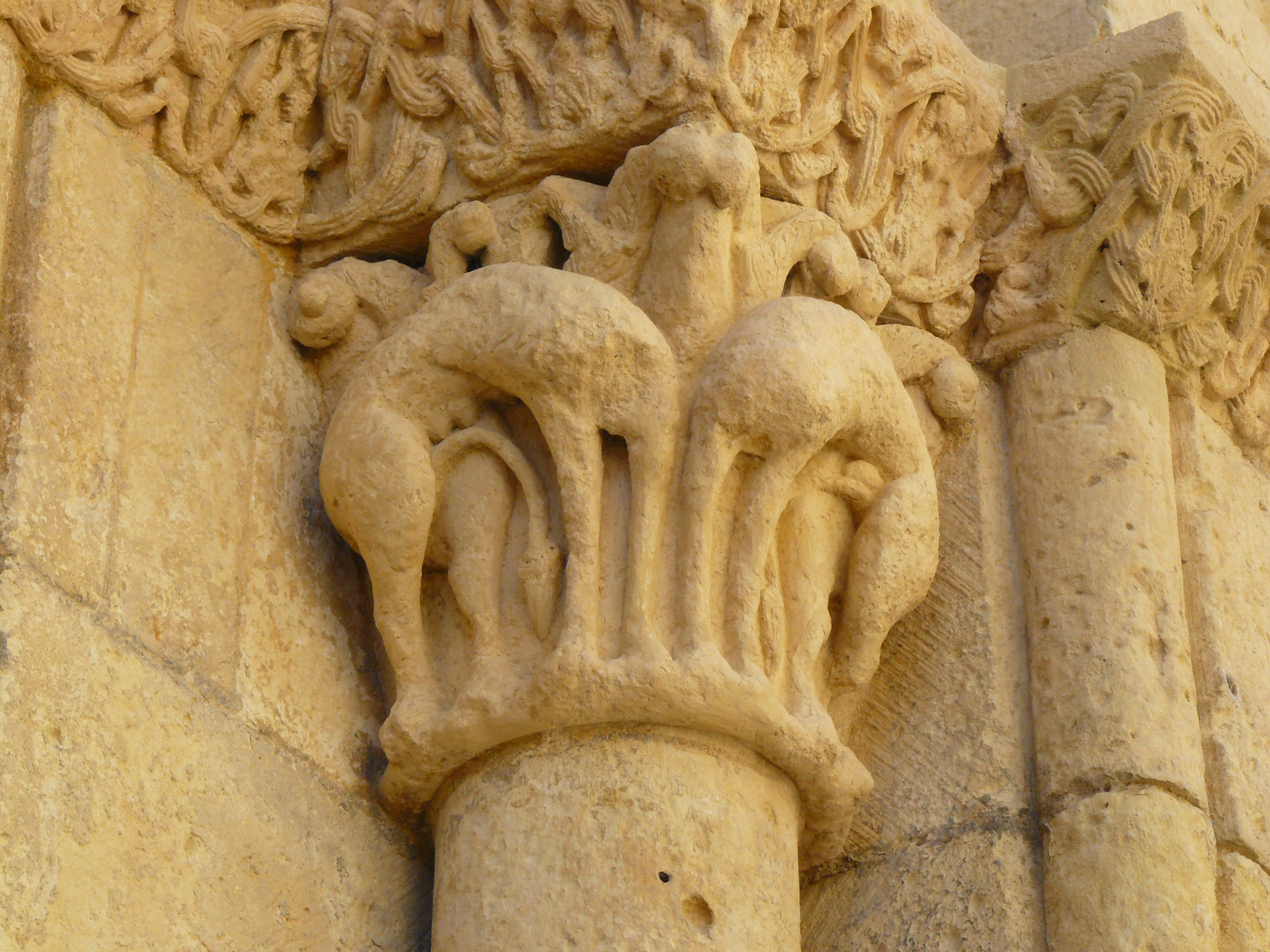
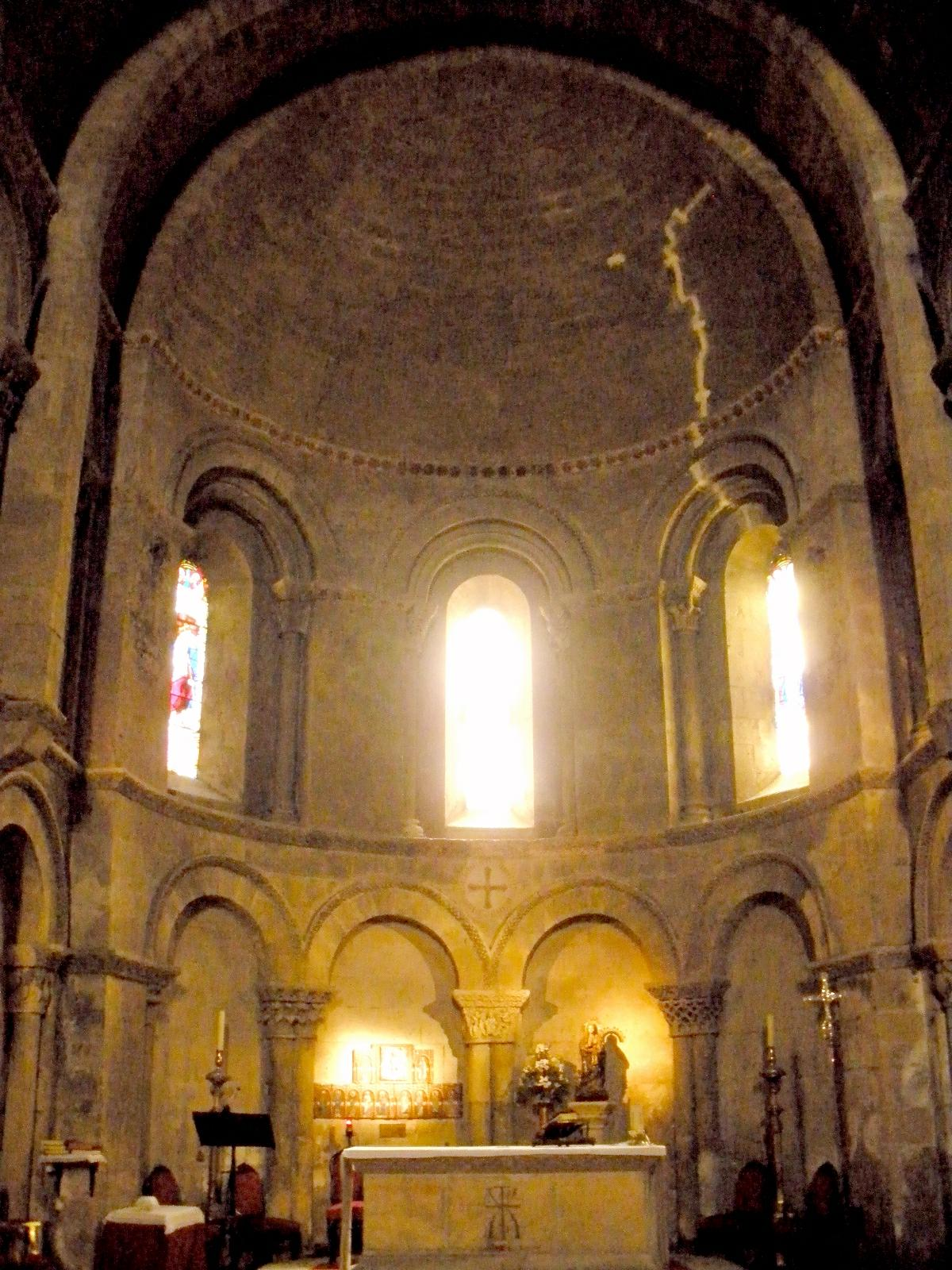
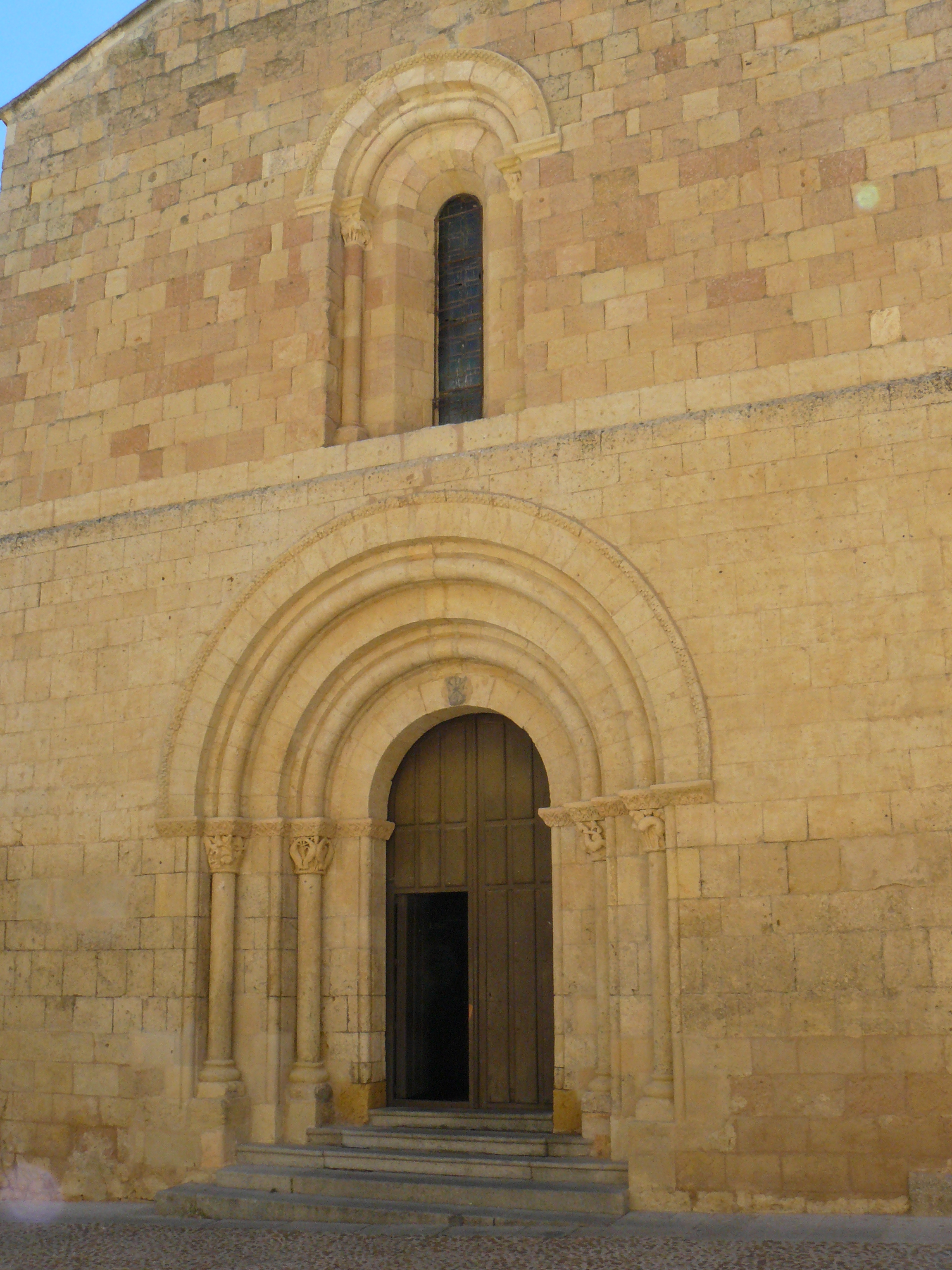
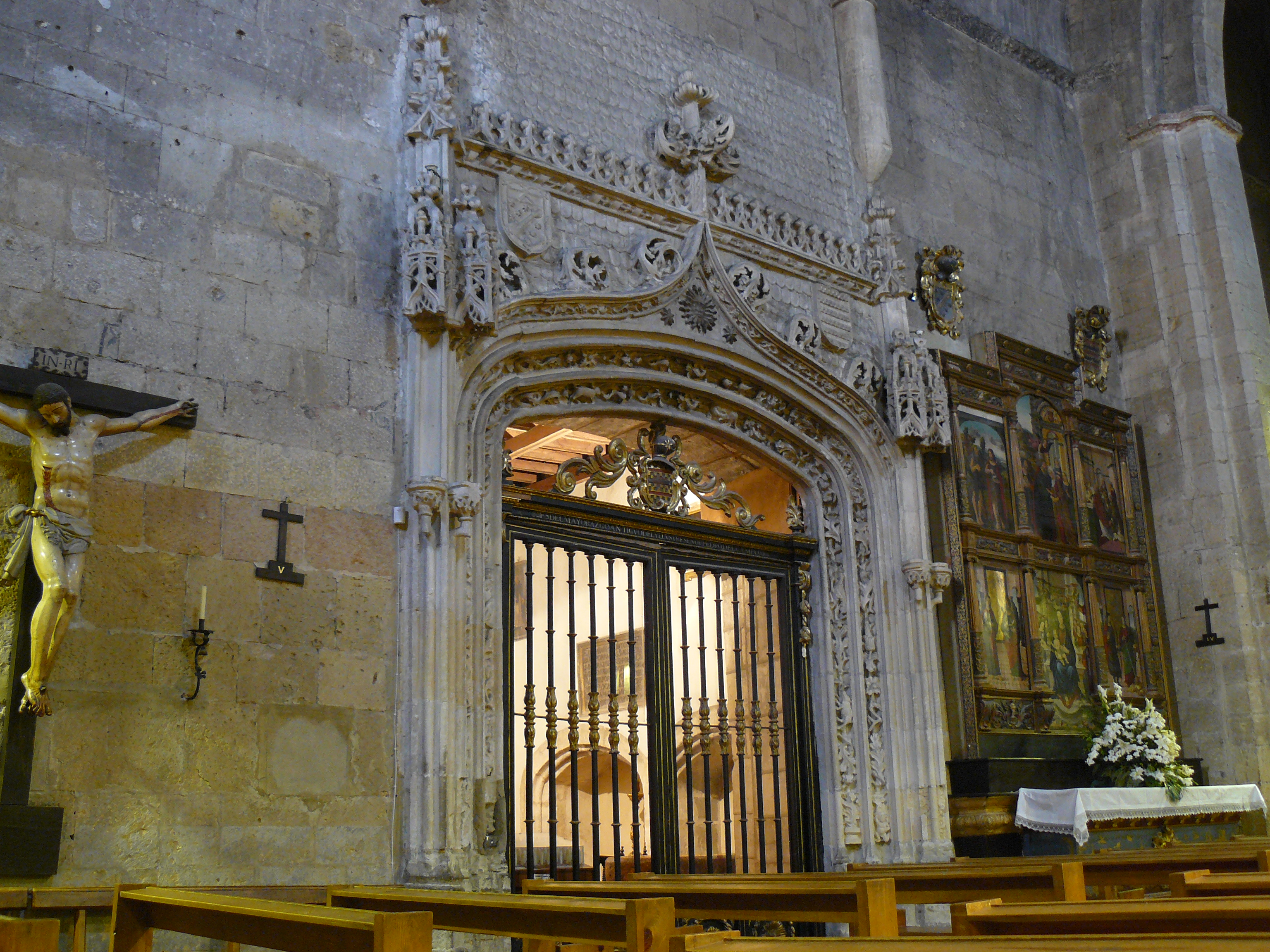